# キキとカンリ
『キキとカンリ』は、NHK Eテレで2023年4月7日からレギュラー放送されている、子供が危険を回避できるようになるための安全教育学校放送番組。

## 概要
子供が安全に危険を回避できるように、すなわち「危機管理」できるようになるための番組。
小学生のキキの周りにある危険をおもちゃ屋のマモルと危機管理ロボットのカンリと共に、キキカンリスコープを使い危険なことが起きた場所と時間に戻り問題を予測して発見・解決するスキルを磨いていく。

## 放送時間
いずれも日本時間。
- 2023年度[1]
  - 前期：金曜日 9:50 - 10:00
  - 後期：水曜日 16:40 - 16:50（隔週）
- 2024年度[2]
  - 通年：水曜日 9:00 - 9:10

## 登場人物
キキ（女：河村梓月、男：石塚錬）
危険な目に合う小学生。マモルのおもちゃ屋に立ち寄る。
マモル（矢作兼〈おぎやはぎ〉）
おもちゃ屋の店主。危険を一緒に学ぶ。
カンリ（声：小木博明〈おぎやはぎ〉）
マモルの作った危機管理ロボット。「キキカンリスコープ」を使い危険を再現する。